# Trachypithecus germaini
Trachypithecus germaini (Лутунг Жермена) — вид приматів з роду Trachypithecus родини мавпові.

## Опис
Довжина голови й тіла: 49-59 см, Довжина хвоста: 72-84 см. Хутро забарвлене переважно сірим, живіт, горло і задні ноги світліші, кремові, а темне обличчя оточене кільцем волосся кремового кольору. Кисті рук і ступні можуть бути чорними, як і кінчик хвоста. Це тонкі примати, в яких хвіст довший тіла. У верхній частині голови є короткий, гострий гребінь. На відміну від дорослих, немовлята яскраво-оранжеві.

## Поширення
Країни проживання: Камбоджа; Лаос; М'янма; Таїланд; В'єтнам. Це в першу чергу низинний вид, з перевагою для вічнозелених і напів-вічнозелених, змішаних листяних, річкових та галерейних лісів.

## Стиль життя
Практично немає відомостей про біологію Лутунга Жермена. Ці тварини денні і тримаються в основному на деревах. Живуть в гаремах одного самця, одної або кількох самиць і молоді. Їх раціон складається з листя, плодів та інших частин рослин.

## Загрози та охорона
Основними загрозами для цього виду є полювання та втрата місць проживання, в основному за рахунок розширення сільськогосподарських площ. Внесений в Додаток II СІТЕС. Живе в кількох охоронних територіях. 